# سیارک ۱۱۴۹۹۱
سیارک ۱۱۴۹۹۱ (به انگلیسی: 114991 Balazs، نامگذاری:2003QY69) صد و چهارده هزار و نهصد و نود و یکمین سیارک کشف شده‌است که در ۲۶ اوت ۲۰۰۳ کشف شد.